# Rauw Alejandro
Raúl Alejandro Ocasio Ruiz (né le 10 janvier 1993), dit Rauw Alejandro, est un auteur-compositeur-interprète portoricain.

## Biographie

### Carrière
Surnommé le «roi du reggaeton moderne»,, il fait partie de la nouvelle génération de rappeurs portoricains. Son premier album, Afrodisíaco, sort en novembre 2020. Son deuxième album, Vice Versa, sorti en juin 2021, inclus le single Todo de Ti. 
Il a remporté deux Latin Grammy Awards sur douze nominations, et a été nommé trois fois aux Grammy Awards.

### Vie privée
Il a été en couple avec la chanteuse espagnole Rosalía de novembre 2019, à juillet 2023.

## Discographie

### Albums studio
- 2020 - Afrodisíaco (Sony Music Entertainment)
- 2021 - Vice Versa (Sony Music Entertainment)
- 2022 - Saturno (Sony Music Entertainment)
- 2023 - Playa Saturno (Sony Music Entertainment)
- 2024 - Cosa Nuestra (Sony Music Entertainment)

### EP
- 2023 : RR (en collaboration avec Rosalía)